# 3695 Fiala
3695 Fiala је астероид главног астероидног појаса са средњом удаљеношћу од Сунца која износи 2,349 астрономских јединица (АЈ).
Апсолутна магнитуда астероида је 13,9.